# Underground Resistance

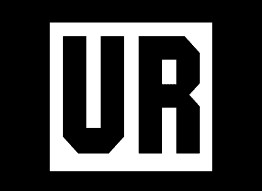
Logo

Underground Resistance is zowel een technoplatenlabel als een muziekcollectief uit Detroit, opgericht aan het einde van de jaren 80 van de twintigste eeuw en bestond aanvankelijk uit Jeff Mills, Mike Banks en Robert Hood. Sinds 1992 is het echter Banks die alleen aan het hoofd staat van Underground Resistance. Undergound Resistance staat bekend om een politiek en militant karakter. Zo ageert Banks direct en indirect tegen de achtergestelde positie van de zwarte en indiaanse bevolking in de VS. Ook het verval van de thuisstad Detroit en de muziekindustrie zijn terugkerende onderwerpen in de uitlatingen van Underground Resistance. In de nummers zitten vaak politieke boodschappen verwerkt. Maar ook sciencefiction en de ruimte zijn onderwerpen die veel terugkeren in titels en op platenhoezen. Ook vallen releases van het label op door hun artwork.

## Oprichting
Underground Resistance werd in november van 1989 opgericht door Jeff Mills en Mike Banks. Beide waren actief in de technoscene van Detroit en hadden de behoefte iets nieuws te beginnen. Ze begonnen met het produceren van singles om die uit te brengen op een gelijknamig label. In 1990 namen ze de single Dance to the beat van MC L.O. ft. Yolanda op. Hierop is ook een bijdrage aanwezig van de rapper Robert Noise, die in werkelijkheid Robert Hood heet. Het klikte goed tussen de drie en al snel werd Hood als producer lid van de groep. Vanaf dat moment brachten ze een grote hoeveelheid singles en ep's uit zoals de Riot EP, The punisher en The final frontier. Ook werd er werk uitgebracht als X-101 en X-102. Ze stelden het label open voor andere producers. Zo bracht Blake Baxter er in 1991 de Prince of techno EP uit. In 1992 verscheen het debuutalbum Revolution For Change. Later in 1992 viel de groep echter uiteen. Mills en Hood besloten hun eigen weg te gaan en Banks bleef als enige over in Underground Resistance.

## Collectief met Mike Banks aan het hoofd
Na het uiteenvallen van Underground Resistance bleef alleen Banks verder produceren onder de naam Underground Resistance. Voor het label trok hij echter nieuwe producers aan die er hun muziek uit gingen brengen. Zo vormde hij een collectief aan producers die onderdeel gingen uitmaken van Underground Resistance, met Banks als hoofd. In de jaren daarop werden Drexciya, Suburban Knight, Scan 7 en André Holland onderdeel van het collectief. In de late jaren negentig voegden ook DJ Rolando en Raphael Merriweathers Jr. zich bij het collectief. In 1998 werd de compilatie Interstellar fugitives uitgebracht, waarop de producers van Underground Resistance allemaal hun bijdragen deden. In 2005 werd er ook een Interstellar fugitives II uitgebracht. Rond 2003 raakte Orlando Voorn hier als eerste en tot dusver enige Nederlander bij betrokken. 
Het collectief richtte ook enkele liveacts op die wisselende bezettingen kenden met leden van Underground Resistance. Zo werd Galaxy 2 Galaxy, dat aanvankelijk een projectnaam voor een ep uit 1993 was, opgericht om de brug tussen techno en jazz op te zoeken. Later wordt de act voortgezet als Timeline. De act Los Hermanos, onder leiding van Gerald Mitchell, is meer de brug tussen techno en latin. Van deze groep verschijnen meerdere singles en albums.

## Gedachtegoed
Underground Resistance profileert zich als een onafhankelijk en politiek uitgesproken collectief. Daarbij verzetten ze zich tegen grote platenmaatschappijen en hun werkwijze. Platen worden doorgaans op kleine schaal uitgebracht, waarbij Mike buitengewoon hoge eisen stelt aan iedere plaat die er op het label verschijnt. Ook verschijnen de aangesloten producers doorgaans weinig in de media. Als ze al verschijnen dan zijn ze vaak gemaskerd of staan ze in het donker. Over de personen is weinig bekend en er hangt een sfeer van geheimzinnigheid rondom het label. Het idee is dat de muziek voor zichzelf moet spreken.
Underground Resistance heeft een militante manier van het uiten van politieke boodschappen. Door de jaren werden in diverse platen boodschappen verwerkt. Veelal zijn deze aanwezig op plaathoezen. Doorgaans geschreven door degene die zich The Unknown writer noemt.
- In 1992 starten de drie oorspronkelijke leden van Underground Resistance het project World Power Alliance. Daarbij is de Tweede Wereldoorlog het thema. De drie producers brengen ieder een eigen single uit. Hood maakte Belgian Resistance, Mills maakte The Seawolf en Banks maakte Kamikaze.
- De single Message to the majors (1992) is een aanklacht tegen politiegeweld in Detroit. Deze werd opgenomen als protest tegen de dood van stadsgenoot Malice Green. In de platenhoes staat genoteerd: Message to all murderers on the Detroit Police Force - We'll see you in hell!. Dedicated to Malice Green.
- De ep-serie Acid rain stelt de zure regen in de stad aan de kaak. In deel twee is de volgende boodschap meegegeven: Every day tons of sulpher and other pollutants are dumped into the air from Detroit industrial stacks. This pollution spreads throughout the clouds and is returned to earth in the form of acid rain. Death from above... Rain should give life not take it away. Peace..
- Op het album Interstellar fugitives (1998) staan de tracks Nannytown en Maroon, deze verwijzen naar het verleden van slavernij in de Verenigde Staten.[3]
- In de zomer van 2013 kwam Detroit in een faillissement terecht. Uit protest tegen het lot van de stad werd de ep Has God Left This City? gemaakt onder de naam Alone. De drie tracks op de ep gingen vergezeld met videoclips die kleine documentaires zijn waarop leegstaande panden in de stad te zien zijn.

Naast politiek is futurisme een belangrijk terugkerend thema in de uitingen van Underground Resistance. Met name ruimtereizen en buitenaards leven worden vaak aangehaald. Daarbij is het label aangehaakt bij de zogenaamde afrofuturistische beweging die in de zwarte muziek vaker terugkomt. Zo staan de releases onder de naam X-102 in het teken van de planeet Saturnus en is op de tracks van The Martian de planeet Mars het onderwerp. Op Electronic Warfare (1995) en Interstellar fugitives (1998) worden toekomstvisioenen gedeeld over intergalactische oorlogen in de toekomst.

## The Martian
Een van de geheimen van Underground Resistance is het project "The Martian". Onder deze naam verschijnen sinds 1992 ep's waarvoor het sublabel Red Planet in het leven werd geroepen, verwijzend naar de afkomst van Martians (marsmannetjes). In 1999 verscheen de compilatie LBH - 6251876. De titel verwijst naar de Slag bij de Little Bighorn en op de hoes van het album is een vaag beeld van een gezicht met een indiaans uiterlijk op de planeet Mars geprojecteerd. Dit wekt de suggestie dat The Martian zijn roots bij de indianen heeft liggen. Als naam wordt Will Thomas opgegeven. Het is echter nooit bekend geworden wie Will Thomas precies is. Er wordt gesuggereerd dat de werkelijke man achter The Martian Mike Banks zelf is.

## Knights of the Jaguar
In 1999 ontstond er een rel rondom het nummer Jaguar van DJ Rolando. De producer had het nummer in 1999 uitgebracht op de ep Knights of the Jaguar onder de naam The Aztec mystic. Sony ontdekte het nummer en wilde het op grote schaal uitbrengen. Dat weigerde het label. Vervolgens liet Sony echter een nieuwe tranceversie van het nummer maken, dat werd uitgebracht als 'Type'. Underground Resistance was woedend, maar had juridisch geen poot om op te staan. Het label vocht echter terug door op internet zijn fans op te roepen op te protesteren. Dat leverde Sony een grote hoeveelheid boze reacties op. De actie breidde zich al snel uit en leidde ertoe dat de versie van Sony werd teruggetrokken. In de tussentijd besloot Mike Banks dat de wereld kennis moest maken met de echte Jaguar. Voor het nummer werd voor het eerst in de geschiedenis van het label een videoclip opgenomen. Het was deze versie die in 2000 op de muziekzenders te zien was en niet die van Sony. In de videoclip koos Rolando er voor om zijn eigen buurt in Detroit te laten zien met zijn buurtgenoten. Ook is er een fragment te zien waar de kopstukken van Underground Resistance verduisterd te zien zijn, met slechts een kort lichtschijnsel op hun gezicht.

## Leden van Underground Resistance

### Huidige leden
- Mike Banks
- Suburban Knight
- Scan 7
- Gerald Mitchell
- André Holland
- Raphael Merriweathers jr.
- The Aquanauts
- Agent Chaos
- Santiago Salazar
- Chuck Gibson
- Mark Flash
- Mark Taylor
- Mike Clark
- Dan Caballero
- DJ Buzz Goree
- The Unknown writer
- Cornelius Harris
- Ghetto Tech
- ISH
- J.D.
- The Illustrator
- The Martian

### Voormalige leden
- Jeff Mills
- Robert Hood
- Drexciya
- DJ Rolando

## Uitgaven
- UR-001 UR featuring Yolanda - Your Time is Up
- UR-002 UR - Sonic
- UR-002 UR - The Final Frontier
- UR-004 UR - Waveform
- UR-005 UR - Nation 2 Nation
- UR-006 Blake Baxter - The Prince of Techno
- UR-007 UR featuring Yolanda - Living for the Night
- UR-008 The Vision - Gyroscopic
- UR-009 UR - Elimination
- UR-010/UR-012 UR - Riot/Fuel for the Fire
- UR-011 Suburban Knight - Nocturbulous Behavior
- UR-013.5 X - 101
- UR-015 Aztlan b/w Octave One - Daystar Rising
- UR-016 UR featuring Yolanda - Living for the Night Remix
- UR-017 UR - The Punisher
- UR-018 UR - M.I.A.
- UR-019.5 - 102
- UR-020 UR - World 2 World
- UR-021 UR - Crime Report
- UR-022 UR - Death Star
- UR-023 UR - Message to the Majors
- UR-024 UR - Acid Rain II: The Storm
- UR-025 UR - Galaxy 2 Galaxy
- UR-027 Scan 7 - Introducing Scan 7
- UR-028 UR - Acid Rain III
- UR-029 Suburban Knight & UR - Dark Energy
- UR-031 Scan 7 - Undetectable
- UR-032 UR - City of Fear EP
- UR-033 UR - Electronic Warfare
- UR-034 UR - Electronic Warfare (The Remixes)
- UR-035 UR - The Aztec Mystic
- UR-036 UR - By Night
- UR-038 UR - Codebreaker
- UR-039 UR - The Infiltrator
- UR-040 UR - Ambush
- UR-042 UR - Turning Point
- UR-043 Chaos - Condition Red EP
- UR-044 UR featuring Ron Mitchell - Hardlife
- UR-045 UR - Interstellar Fugitives
- UR-047 UR - Vintage Future
- UR-048 UR - The Swarm
- UR-049CD DJ Rolando - The Aztec Mystic Mix
- UR-049 The Aztec Mystic - Knight of the Jaguar
- UR-050 UR - Hidden in Plain Sight

(nog aan te vullen)